# View from the Top
View from the Top (también conocida como Volando alto) es una comedia romántica, del año 2003 acerca de una joven que proviene de una ciudad pequeña, quien se propone cumplir su sueño de convertirse en una asistente de vuelo. Dirigida por Bruno Barreto, es protagonizada por Gwyneth Paltrow, Christina Applegate y Mark Ruffalo.

## Reparto
- Gwyneth Paltrow .... Donna Jensen
- Christina Applegate .... Christine Montgomery
- Mark Ruffalo .... Ted Stewart
- Candice Bergen .... Sally Weston
- Joshua Malina .... Randy Jones
- Kelly Preston .... Sherry
- Rob Lowe .... El piloto Steve Bench
- Mike Myers .... John Witney
- Marc Blucas .... Tommy Boulay
- Stacey Dash .... Angela Samona
- Jon Polito .... Roy Roby
- Concetta Tomei .... La señora Stewart
- Robyn Peterson .... La madre de Donna
- Nadia Dajani .... Paige
- John Francis Daley .... Rodney

## Argumento
Donna Jensen es una chica de un pequeño pueblo que desea ver el mundo. Encuentra por casualidad un libro llamado "Mi vida en el cielo", escrito por Sally Weston, una antigua asistente de vuelo, en el cual la autora describe lo fabulosa que su vida fue durante el tiempo que trabajó como azafata. Es de esta forma que Donna se llena de confianza para alcanzar su sueño: convertirse en un asistente de vuelo. Su primer trabajo es en una pequeña aerolínea regional, pero Donna continuaba pensando en mejorar, así que decide asistir a entrevistas abiertas para Royalty Airlines. Ella convence a sus dos compañeras de trabajo, Sherry y Christine, a unirse a ella. Aunque Christine y Donna pasan el examen, Sherry no lo consigue. Donna pone su corazón y el alma en el campo de entrenamiento, y, después de reunirse con su ídolo Sally Weston, ella está decidida a ser asignada a la ruta superior "París, First Class, International". Por desgracia, cuando se publican los resultados de las pruebas, Donna se conmocionó al descubrir que ella ha sido asignada a una ruta regional en Cleveland. Christine, que inicialmente no había entendido las materias y los procedimientos, inexplicablemente se le había asignado la máxima ruta de Nueva York. 
Por casualidad, Donna se encuentra con Christine en Cleveland. Donna sabe por experiencia previa que Christine ha robado cosas de los hogares de la gente, pero está todavía conmocionada cuando Christine vacía su bolso para revelar todo tipo de cosas de Royalty Airlines, como audífonos, botellitas de alcohol,... Incluso el más pequeño robo está estrictamente prohibido en Royalty Airlines, y podría significar la rescisión. Asegurada de que ha habido algún tipo de error en su examen, Donna va a hablar con Sally Weston en busca de ayuda. A través de uno de los acontecimientos, Donna descubre que Christine ha cambiado su examen por el de Donna cuando estos fueron entregados a su entrenador. Cuando Sally le pide a la seguridad aérea espiar a Christine en vuelo -para ver si roba los bienes de cualquier índole (código azul)- Christine es descubierta. Donna recibe la oportunidad de volver a tomar su examen y consigue una puntuación perfecta, y por lo tanto, la asignación en Nueva York, First Class, rutas internacionales. Sin embargo, a raíz de su "destino" significa decidir entre su novio y su carrera. Ella elige su carrera. 
Aunque ella tiene todo lo que ella quiere -París, primera clase, etc.- Donna se da cuenta de que todavía no es feliz. Ella echa de menos a su novio en Cleveland terriblemente, y con Sally Weston reemplazándola, regresa a Cleveland a reunirse con él. Después de un discurso sincero a su abuela sorda, le da un beso y los dos se juntan otra vez. La película termina con Donna deseándole a sus pasajeros feliz estadía en Cleveland mientras aterriza, pues se ha convertido en un piloto Royalty Airlines, a pesar de que en la trama nunca se hace referencia alguna a que tenga aspiraciones de convertirse en piloto.

## Curiosidades
- Al final de los créditos se muestran algunas escenas eliminadas.
- Hay un cameo de George Kennedy. El veterano actor de las películas de la saga Aeropuerto (Airport (1970), etc) es el hombre de primera clase que declina la oferta de Donna de champaña y caviar.
- La película se desarrolló en 2001 y fue originalmente programada para estrenarse en Navidad del 2001. Sin embargo, después de los atentados terroristas del 11 de septiembre de 2001, un estudio consideró que no era apropiado liberar una comedia que ha hecho la luz de las tripulaciones de vuelo de líneas aéreas. Después de un año sobre la plataforma y otra serie de modificaciones, que afectaron los cameos de Robert Stack y Regis Philbin, la película fue finalmente lanzada en la primavera de 2003.
- El segmento donde los alumnos asistentes de vuelo de Royalty Airlines están en clase con el personaje de Mike Myers incluye una lección sobre cómo tratar con los terroristas. La escena fue cortada de la película y no se incluyó en el DVD como parte de las escenas eliminadas.
- Aunque se rodó en el año 2001, en una escena donde Donna escribe postales en París aparece un billete de 5 euros. El euro fue lanzado como una unidad de moneda física el 1 de enero de 2002.
- El DVD incluye un suplemento especial sobre la historia de la asistente de vuelo.
- Gwyneth Paltrow más tarde tuvo un cameo en la película de Mike Myers, Austin Powers en Goldmember.
- Royalty Airlines, la aerolínea en la película se inspira en la verdadera Continental Airlines con alusiones y similitudes siguientes: Royalty Express en lugar de Continental Express; Royalty tiene centros en Dallas (Texas) y Nueva York, en comparación con Continental en Houston (Texas), y Newark (Nueva Jersey), ambos comparten un centro de Express en Cleveland, Ohio; ambos tienen su centro de formación en Texas, ambos se enorgullecen de vuelo en la excelencia; Royalty tiene uniformes de color azul claro, mientras que Continental son de azul oscuro; la "R" de royalty, dentro de un cuadrado, se parece al logotipo de Continental; los asistentes de vuelo consideran la ruta internacional a París como uno de los más buenos; muchos de los vuelos en las políticas de royalties son iguales o muy similares a los de Continental; tanto las compañías aéreas hornear galletas para los pasajeros en primera clase en vuelos nacionales.
- Paltrow se refiere a la película como una "terrible película"  en la que participó porque Harvey Weinstein la convenció. Ella pone la película en la categoría de películas "mierda" en las que ha actuado, en el sentido de que sólo tomó el papel por la paga.